# 大吉岭县

所在位置

大吉岭县(孟加拉语: দার্জিলিং জেলা)，为印度东部西孟加拉邦最北的一个县，位於尼泊爾、不丹、孟加拉國之間。总面积3149 km²，总人口约1605900，人口密度510人/km²。

## 行政区划
大吉岭县分为4个乡。

## 独立运动

廓爾喀民族解放陣線旗幟

在该地及周边地区活动的廓尔喀民族解放阵线力图创立一个独立的廓爾喀邦，以尼泊爾語為官方語言。1985-1986年间，该组织一度非常活跃，目前以發動群眾運動為主。